# 大伴麻呂
大伴 麻呂（おおとも の まろ）は、奈良時代の貴族。官位は従四位下・右京亮。

## 経歴
天平6年（734年）外従五位下に昇叙され、天平10年（738年）右京亮に任ぜられる。天平18年（746年）内位の従五位下に叙せられる。
天平勝宝6年（754年）正月に東院（楊梅宮）で孝謙天皇が五位以上の官人と共に宴を開催した際に、正五位下・多治比家主と共に天皇の御前に召されて、特別に四位の相当の礼服（濃い緋色の衣）を与えられて四位の列に着座するように命ぜられる。さらに二人には直ちに従四位下の叙位がなされるが、麻呂は一挙に四階の昇進となった。
天平宝字3年（759年）12月7日卒去。最終官位は散位従四位下。

## 官歴
『続日本紀』による。
- 時期不詳：正六位上
- 天平6年（734年） 正月17日：外従五位下
- 天平10年（738年） 閏7月7日：右京亮
- 天平18年（746年） 4月22日：従五位下（内位）
- 天平勝宝6年（754年） 正月7日：従四位下（越階）